# 275 (tal)
275 är det naturliga talet som följer 274 och som följs av 276.

## Inom vetenskapen
- 275 Sapientia, en asteroid.

## Inom matematiken
- 275 är ett udda tal.